# شهرستان تیسمنیتسیا
شهرستان تیسمنیتسیا (به لاتین: Tysmenytsia Raion) یک منطقهٔ مسکونی در اوکراین است که در استان ایوانو فرانکیسوک واقع شده‌است.

## خصوصیات
شهرستان تیسمنیتسیا ۸۵٬۴۰۰ نفر جمعیت دارد.